# Stenelmis koreana
Stenelmis koreana là một loài bọ cánh cứng trong họ Elmidae. Loài này được Satô miêu tả khoa học năm 1978.